# Backleben
Backleben ist eine zur Stadt Kölleda gehörige Ortschaft im Landkreis Sömmerda in Thüringen.

## Geografische Lage
Das Dorf Backleben liegt südwestlich des Höhenzugs  Finne im fruchtbaren Thüringer Becken, etwa 2,8 km Luftlinie nordöstlich von Kölleda. Nördlich des Ortes verläuft der Bach Schafau.

## Geschichte

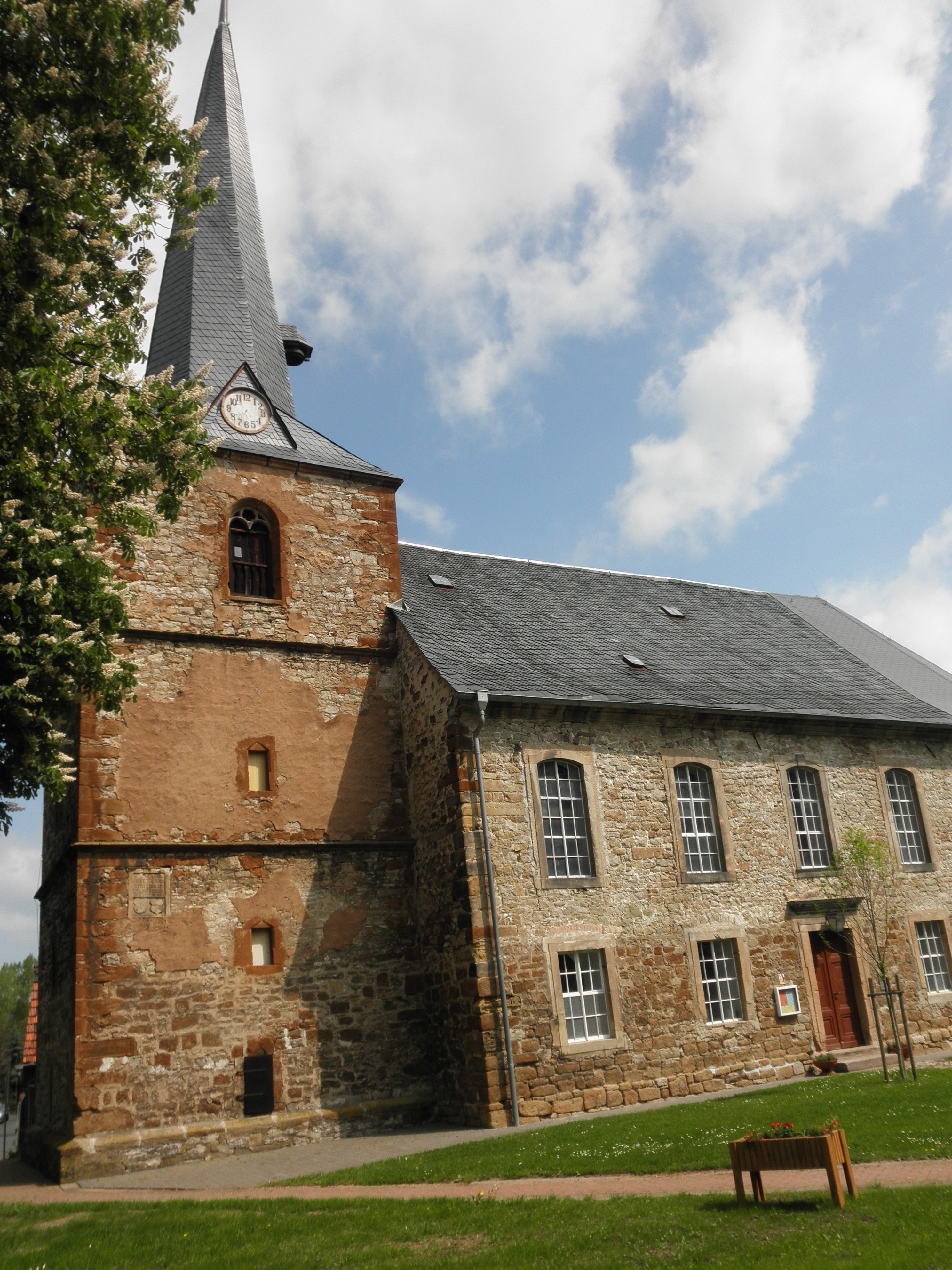
Dorfkirche

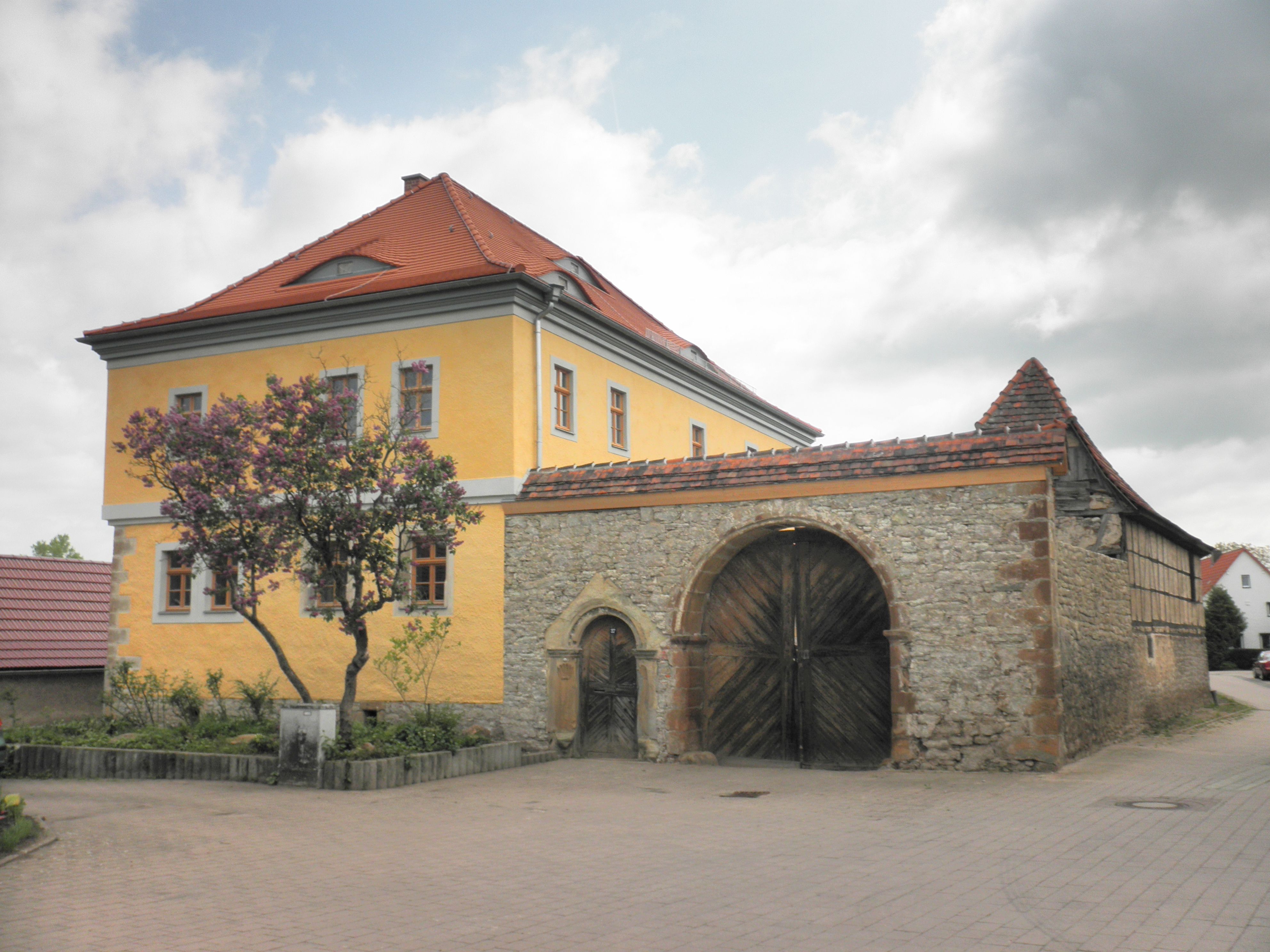
Hofanlage

Grabfunde in der Ortsflur gibt es bereits aus der Bronzezeit. Das Dorf ist von seinem Namen her wahrscheinlich eine Gründung der aus dem heutigen Norddeutschland gekommenen germanischen Warnen oder Angeln.
Die erste urkundliche Erwähnung des Ortes geht auf das Jahr 1160 zurück, danach schenkte der Lehnsmann Adelbero dem Hersfelder Kloster zwei Hufen in „Bacheleibun“.
Das Dorf gehörte dann nacheinander Herren von Beichlingen, von Schwarzburg, von Stolberg und ab 1505 von Werthern. Das frühere Rittergut soll auf die Grafen von Stolberg zurückgehen. Vermutlich war ein Gau-Gericht in Backleben angesiedelt. Bis zur Errichtung des Denkmals für die Gefallenen des Ersten Weltkriegs gab es an dieser Stelle in der Ortsmitte eine alte Gerichtslinde und einen alten Steintisch.
In Backleben gibt es die St. Severinus-Kirche mit Ausstattung und mehrere sehenswerte große Hofanlagen.
Backleben war ab dem 1. Juli 1950 ein Ortsteil der Gemeinde Großmonra und wurde mit dieser am 31. Dezember 2012 nach Kölleda eingegliedert.

## Persönlichkeiten
- Karl Gottlob Hausius (1754–1825), evangelischer Geistlicher und Schriftsteller

## Verkehr
Durch Backleben verläuft die Bundesstraße 176.